# When It's At Night
When It's At Night (en hangul, 밤이면 밤마다; romanización revisada, Bamimyeon Bammada), conocida también en español como Cuando es de noche, es una serie de televisión surcoreana de comedia romántica, emitida por MBC desde el 23 de junio hasta el 19 de agosto de 2008. Es protagonizada por Kim Sun Ah, Lee Dong Gun, Lee Joo Hyun y Kim Jung Hwa.

## Argumento
Kim Bum Sang (Lee Dong Gun) es un profesor de arte de una universidad donde lo despiden debido a la falta de conocimiento. Especializado en estudio de hallazgos arqueológicos, su sueño es llegar a ser famoso y dar a conocer su nombre en ese campo. Heo Cho Hwi (Kim Sun-a), por el contrario, trabaja como supervisora en una División de robos de patrimonio cultural, con la esperanza de que esto ayude a encontrar a su padre, un saqueador de tumbas desaparecido desde hace siete años. Cuando un ladrón comienza a robar obras de arte de gente adinerada para devolverlas a los museos, los dos comienzan a trabajar juntos para capturarlo.

## Reparto

### Personajes principales
- Kim Sun Ah como Heo Cho Hwi.
- Lee Dong Gun como Kim Bum Sang.
- Lee Joo Hyun como Kang Shi Wan.
- Kim Jung Hwa como Wang Joo Hyun.
- Ki Joo Bong como Noh Jung Pil.
- Kim Seung Wook como Na Dae Gil.
- Kim Joon Ho como Lee Sang Ho
- Park Young Ji como Director.
- Cho Hee Bong como Cho Sang Chul.
- Kim Hyung Bum como Park Jin Guk.
- Kim Sang como Kim Byung Wok
- Kim Yong Gun como Jang Oh Sung.

### Personajes secundarios
Cercanos a Cho Hwi
- Kim Gab Soo como Heo Tae Soo.
- Park Ki Woong como Heo Kyoon.
- Choi Joo Bong como Hwang Man Chul.

Cercanos a Bum Sang
- Lee Young Hoo como Kim In Taek.
- Jun Won Joo como Park Mal Soon.
- Kim Yong Min como Oh Jong Kyu.
- Lim Jae Ho como Gong Yong Chul.

### Otros personajes
- Kim Byeong-ok como Kim Sang / Kim Hyuk-jung.
- Hakuryu como Tanaka.
- Kang Yoo Mi como Ji Hwa Ja / Suzuki Hanako.

## Recepción

### Premios y nominaciones
| Año  | Premio               | Categoría                           | Nominado     | Resultado |
| ---- | -------------------- | ----------------------------------- | ------------ | --------- |
| 2008 | MBC Drama Awards     | Premio a la excelencia, actor       | Lee Dong Gun | Ganador   |
| 2008 | MBC Drama Awards     | Premio a la alta excelencia, actriz | Kim Sun Ah   | Nominado  |
| 2008 | Baeksang Arts Awards | Actor más popular (TV)              | Lee Dong Gun | Nominado  |

## Emisión internacional
- Malasia: 8TV.
- Hong Kong: Entertainment Channel.
- Taiwán: Videoland.